# Plaza de toros di Melilla
La Plaza de Toros di Melilla, conosciuta anche come la moschea del toreo, è una piazza per le corride situata a Melilla, in Spagna. È una delle nove piazze per le corride in Africa e l'unica attiva nel continente, insieme a quelle di Tangeri, Luanda, Orano, Uchda, Villa Sanjurjo e Maputo. In stile neobarocco, la piazza si trova nel Quartiere Modernista, una zona che fa parte del Complesso Storico di Melilla, dichiarato Bene di Interesse Culturale.

## Storia
La piazza fu costruita in stile neobarocco sui terreni dell'ex collina di San Lorenzo, dove all'inizio del XX secolo fu scoperta una necropoli datata tra il I e il II secolo a.C. Il progetto fu realizzato da un team di architetti guidato da Alejandro Blond González, con Manuel Sainz de Vicuña, Federico Faci, Jenaro Cristos e José Varela. La costruzione iniziò il 17 gennaio 1946, anno in cui la piazza divenne già operativa, ma l'inaugurazione ufficiale avvenne il 6 settembre 1947.
L'inaugurazione fu un evento significativo, che vide la partecipazione delle autorità, tra cui l'Alto Commissario di Spagna in Marocco, il Tenente Generale José Enrique Varela Iglesias. Inizialmente erano previsti i toreri Gitanillo de Triana, Manuel Rodríguez Manolete e Pepín Martín Vázquez, ma a causa della tragica morte di Manolete e dell'assenza di Pepín Martín Vázquez, la corrida di inaugurazione si svolse con Domingo Ortega, Gitanillo de Triana, Luis Miguel Dominguín e Agustín Parra Parrita. In questa occasione, i primi trofei furono assegnati a Domingo Ortega (che ottenne due orecchie, una coda e una zampa) e Luis Miguel Dominguín (che ottenne due orecchie e una coda con due giri di pista, anche se fu ferito durante la faena).
Nel 1949, durante le feste patronali, il sacerdote Fernández benedisse la cappella della piazza, dedicata alla Vergine del Perpetuo Soccorso. Nel corso degli anni, la piazza venne soprannominata "la moschea del toreo" dal giornalista taurino Gregorio Corrochano, per la sua particolare architettura e atmosfera. Il 6 settembre 2018, il torero Juan José Padilla scoprì una targa in suo onore.

## Descrizione
La piazza è costruita con pietra locale e mattoni per le pareti portanti, mentre il tetto è realizzato con travetti in ferro e tegole rosse. Il suo design è circolare, con un unico anello distribuito su due piani e tre ingressi monumentali. Per accedere a questi ingressi, è necessario salire delle scale o rampe per superare il dislivello del terreno.
La piazza ha una capacità di 8.000 spettatori ed è classificata come piazza di seconda categoria. È una delle principali attrazioni turistiche della città e rimane un centro importante della cultura taurina a Melilla.